# Andorra Challenger
L'Andorra Challenger è stato un torneo professionistico di tennis giocato su campi in cemento. Faceva parte dell'ATP Challenger Series. Si giocava annualmente a Escaldes-Engordany in Andorra dal 1993 al 2004.

## Albo d'oro

### Singolare
| Anno | Campione             | Finalista         | Punteggio     |
| ---- | -------------------- | ----------------- | ------------- |
| 2004 | Kevin Kim            | Gilles Müller     | 6–4, 6–0      |
| 2003 | Grégory Carraz       | Wang Yeu-tzuoo    | 6–2, 6–3      |
| 2002 | Dick Norman          | Ivo Karlović      | 6–4, 6–4      |
| 2001 | Noam Okun            | Christian Vinck   | 6–2, 6–4      |
| 2000 | Non disputato        | Non disputato     | Non disputato |
| 1999 | Justin Gimelstob (3) | Maks Mirny        | 4–6, 7–6, 7–5 |
| 1998 | Justin Gimelstob (2) | George Bastl      | 6–3, 2–6, 7–6 |
| 1997 | Gianluca Pozzi       | Nicolas Escudé    | 7–6, 4–6, 6–3 |
| 1996 | Justin Gimelstob (1) | Sandon Stolle     | 6–4, 6–2      |
| 1995 | Alex Rădulescu       | Kenneth Carlsen   | 4–6, 6–3, 7–6 |
| 1994 | Paul Wekesa          | Cristiano Caratti | 6–4, 7–5      |
| 1993 | Jörn Renzenbrink     | Ronald Agénor     | 6–4, 5–7, 6–3 |

### Doppio
| Anno | Campioni                                 | Finalisti                             | Punteggio     |
| ---- | ---------------------------------------- | ------------------------------------- | ------------- |
| 2004 | Gilles Müller Aisam-ul-Haq Qureshi       | Santiago González Alejandro Hernández | 6–3, 7–5      |
| 2003 | Rik De Voest Tuomas Ketola (2)           | Ricardo Mello Alexandre Simoni        | 6–4, 3–6, 6–4 |
| 2002 | Wesley Moodie Shaun Rudman               | Hermes Gamonal Ricardo Mello          | 6–2, 6–1      |
| 2001 | Denis Golovanov Tuomas Ketola (1)        | Julián Alonso Jairo Velasco, Jr.      | 6–3, 6–4      |
| 2000 | Non disputato                            | Non disputato                         | Non disputato |
| 1999 | Juan Ignacio Carrasco Jairo Velasco, Jr. | Scott Humphries Peter Nyborg          | 7–5, 7–6      |
| 1998 | Justin Gimelstob Jack Waite              | Massimo Ardinghi Vincenzo Santopadre  | 2–6, 6–4, 6–3 |
| 1997 | Nicolas Escudé Jérôme Golmard            | Tom Kempers Menno Oosting             | 6–4, 6–4      |
| 1996 | Tomás Carbonell Francisco Roig           | Nebojša Đorđević Aleksandar Kitinov   | 6–2, 4–6, 6–1 |
| 1995 | Ken Flach Kelly Jones                    | Fernon Wibier Chris Woodruff          | 6–4, 6–3      |
| 1994 | Anders Järryd Mikael Tillström           | Greg Rusedski Paul Wekesa             | 7–6, 6–3      |
| 1993 | Evgenij Kafel'nikov Fernon Wibier        | Cristian Brandi Francisco Roig        | 6–3, 6–2      |